# Deborah Tannen
Deborah Frances Tannen (Brooklyn (New York), 7 juni 1945) is een  sociolinguïst en een universiteitshoogleraar aan de Universiteit van Georgetown. Zij werd bij een breed publiek vooral bekend door een serie publieksboeken over communicatie in huiselijke kring en op de werkvloer.

## Opleiding en loopbaan
Deborah Tannen studeerde Engelse literatuur aan het Harpur College (tegenwoordig Universiteit van Binghamton) en de Universiteit van Wayne State. Tussendoor gaf ze ook een jaar Engelse les in Griekenland. Daarna promoveerde ze in de taalwetenschap aan de Universiteit van Californië - Berkeley. Het grootste deel van haar werkzame leven is ze vervolgens verbonden geweest aan de Universiteit van Georgetown. 
Tannens wetenschappelijke werk behoort tot de conversatieanalyse, de taalwetenschappelijke studie van de structuur van dagelijkse gesprekken. Een onderwerp dat Tannen hierin interesseert is de glijdende schaal tussen 'solidariteit' en 'machtsverhouding'. In ander werk in de conversatieanalyse zijn de zaken weleens zo voorgesteld dat deze twee zaken tegenover elkaar zouden staan: een relatie zou ofwel gebaseerd zijn op (symmetrische) solidariteit ofwel op (asymmetrische) machtsverhoudingen. Tannen laat zien dat dit niet altijd zo is: wie in een solidaire verhouding verkeert, oefent daarin op zijn tijd ook macht uit door middel van de dingen die hij of zij zegt of de manier waarop hij of zij deze zegt. Dit onderwerp komt overigens ook veel naar voren in Tannens populair-wetenschappelijke werk.
Ze publiceerde ongeveer twintig boeken en ruim honderd wetenschappelijke artikelen en ontving voor haar werk vijf eredoctoraten. Daarnaast publiceerde ze enkele gedichten, korte verhalen en toneelstukken. Tannen is getrouwd met de letterkundige Michael Macovski.

## Populaire boeken
Deborah Tannen brak door bij het grote publiek met haar boek You just don't understand (in het Nederlands uitgebracht als Je begrijpt me gewoon niet) dat inmiddels in 29 talen vertaald is. In dit boek beschrijft Tannen de verschillende conversatiestijlen van mannen en vrouwen, en de manier waarop dit tot misverstanden kan leiden. Het boek Talking from 9 to 5: Women and Men at Work ('Woorden aan het werk: hoe vrouwen en mannen op het werk met elkaar praten') kan gezien worden als een vervolg op dit boek.
Het boek The Argument Culture ('Omdat ik het zeg': een pleidooi om begrip te kweken voor elkaar') is in sommige opzichten een buitenbeentje in het oeuvre, omdat het minder gaat over taal in kleine kring alswel over taal in het (Amerikaanse) publieke debat. Tannen bestrijdt in dit boek de in haar ogen te veel op strijd en tegenspraak gerichte sfeer in de Amerikaanse media en pleit meer debat gebaseerd op wederzijds respect en poging tot toenadering.
Twee latere boeken, I Only Say This Because I Love You ('Ik zeg dit alleen omdat ik van je hou') en You're wearing THAT? ('Doe je dat echt aan') gaan weer over taal in de huiselijke sfeer. Het eerste boek gaat over allerlei vormen van communicatie binnen het gezin; het tweede behandelt specifiek de communicatie tussen moeders en dochters.

## Publicaties (in Nederlandse vertaling)
- Deborah Tannen: Mam vond jou altijd al leuker. Liefde en rivaliteit tussen zussen. Vert. door Barbara de Vos. Amsterdam, Bakker, 2010. ISBN 978-90-351-3518-5
- Deborah Tannen: Doe je dat écht aan? Hoe moeders en dochters met elkaar praten. Vert. door Susan Ridder. Amsterdam, Bakker, 2006. ISBN 90-351-3012-X
- Deborah Tannen: Ik zeg dit alleen omdat ik van je hou. Over communicatie met je familie, vrienden en partner. Vertaald door Trudy Schermer-Lodema. Amsterdam, Prometheus, 2001. ISBN 90-446-0078-8
- Deborah Tannen:  'Omdat ik het zeg'. Een pleidooi om begrip te kweken voor elkaar. Vertaald door Trudy Schermer-Lodema. Amsterdam, Prometheus, 1998. ISBN 90-5333-713-X
- Deborah Tannen: Woorden aan het werk. Hoe vrouwen en mannen op het werk met elkaar praten. Vert. door Aad van der Mijn. Amsterdam, Prometheus, 1994. (3e druk 1997: ISBN 90-5713-137-4)
- Deborah Tannen: Dat bedoelde ik niet. Hoe taal relaties maakt of breekt. Vertaald door Trudy Schermer-Lodema. Amsterdam, Prometheus, 1992. (8e druk 1997: ISBN 90-5713-199-4)
- Deborah Tannen: Je begrijpt me gewoon niet. Hoe vrouwen en mannen met elkaar praten. Vertaald door Trudy Schermer-Lodema. Amsterdam, Prometheus, 1991. ISBN 90-5333-050-X (16e druk 2006: ISBN 90-351-3009-X)